# 朱继民
朱继民（1946年—），安徽宿州人，汉族，中华人民共和国政治人物，第十一届全国人民代表大会北京地区代表。
毕业于东北工学院。中国共产党党员。2008年，当选为全国人大财政经济委员会委员，首钢总公司董事长、党委书记。